# هيلين غيلبرت
هيلين غيلبرت (بالإنجليزية: Helen Gilbert)‏ هي رسامة أمريكية، ولدت في 1922، وتوفيت في 2012.